# Abraham Erasmus van Wyk
Abraham Erasmus van Wyk (1952) es un botánico y taxónomo sudafricano . Se graduó en las Universidades de Potchefstroom y de Pretoria, con un doctorado sobre la clasificación del género Eugenia (Myrtaceae) de África del sur.

## Algunas publicaciones
- p.c.m.h. Chesselet, a.e. van Wyk, g.f. Smith. 2004. Mesembryanthemaceae: A new tribe and adjustments to infrafamilial classification. Bothalia 34: 1 47-51

- p.j.h. Hurter, a.e.b. van Wyk. 2004. Fabaceae: A new species of Acacia (Mimosoideae) from Mpumalanga, South Africa. Bothalia 34: 1 42-44

- ----------------, -----------------. 2004. Fabaceae: A new species of Acacia (Mimosoideae) from the province of Limpopo, South Africa. Bothalia 34: 2 109-112

### Libros
- g.f. Smith, a.e. van Wyk. Aloes of Southern Africa. 136 pp.

- abraham e. van Wyk, sasa Malan. 1997. Field Guide to Wild Flowers of the Highveld. New Holland Publishers ISBN 0869778145

- ------------------------, piet van Wyk, ben-Erik van Wyk. 2000. Field Guide to Trees of Southern Africa. Ed. Briza ISBN 1875093249

- ------------------------. 2000. A Photographic Guide to Wild Flowers of South Africa. Ed. Briza ISBN 1875093249

- ------------------------, gideon f. Smith. 2001. Regions of Floristic Endemism in Southern Africa: A Review with Emphasis on Succulents. Umdaus Press ISBN 1919766189

- ------------------------, piet van Wyk. 2007. How to Identify Trees in Southen Africa; Braam van Wyk & P; Struik ISBN 9781770072404

- La abreviatura «A.E.van Wyk» se emplea para indicar a Abraham Erasmus van Wyk como autoridad en la descripción y clasificación científica de los vegetales.[1]